# 則武新町
則武新町（のりたけしんまち）は、愛知県名古屋市西区の地名。現行行政地名は則武新町一丁目から則武新町四丁目。住居表示実施。

## 地理
名古屋市西区南西部に位置する。東は菊井一丁目・同二丁目、西は中村区に接する。

## 歴史

### 沿革
- 1904年（明治37年） - 日本陶器合名会社（のちノリタケ）が設立[3]。
- 1938年（昭和13年）3月1日 - 西区則武町の一部により、同区則武新町が成立する[1]。
- 1981年（昭和56年）4月29日 - 西区則武新町二丁目が同区大道町・桜木町・西藪下町・南押切町・本塚町の各一部、則武新町三丁目が菊井町全域および牛島町・江西町・西藪下町・則武新町・則武町・南押切町・本塚町・桃ノ木町・米田町・輪ノ内町の各一部、則武新町四丁目が大道町・米田町・藤ノ宮通の各一部によりそれぞれ成立[1]。則武新町は則武新町三丁目・牛島町・名駅二丁目に編入され消滅[1]。
- 1981年（昭和56年）8月23日 - 則武新町二丁目および同三丁目に桜木町・西藪下町・輪ノ内町の各一部が編入される[1]。
- 1994年（平成6年）2月14日 - 縁場町・大道町・菊ノ尾通・平野町・南押切町の各一部より、則武新町一丁目が成立する[4]。また、南押切町4丁目および大道町1丁目の道路部分にあたる極小地域が則武新町二丁目、大道町1丁目・2丁目および藤ノ宮通3丁目の道路部分にあたる極小地域が則武新町四丁目にそれぞれ編入される[5]。

## 世帯数と人口
2019年（平成31年）2月1日現在の世帯数と人口は以下の通りである。
| 丁目           | 世帯数    | 人口    |
| -------------- | --------- | ------- |
| 則武新町一丁目 | 748世帯   | 1,530人 |
| 則武新町二丁目 | 592世帯   | 1,175人 |
| 則武新町三丁目 | 336世帯   | 569人   |
| 則武新町四丁目 | 217世帯   | 269人   |
| 計             | 1,893世帯 | 3,543人 |

### 人口の変遷
国勢調査による人口の推移
| 1995年（平成7年）  | 3,849人 | [ WEB 6 ]  |  |
| 2000年（平成12年） | 3,685人 | [ WEB 7 ]  |  |
| 2005年（平成17年） | 4,036人 | [ WEB 8 ]  |  |
| 2010年（平成22年） | 3,891人 | [ WEB 9 ]  |  |
| 2015年（平成27年） | 3,871人 | [ WEB 10 ] |  |

## 学区
市立小・中学校に通う場合、学校等は以下の通りとなる。また、公立高等学校に通う場合の学区は以下の通りとなる。なお、小・中学校は学校選択制度を導入しておらず、番毎で各学校に指定されている。
| 丁目           | 小学校                                                             | 中学校                                      | 高等学校 |
| -------------- | ------------------------------------------------------------------ | ------------------------------------------- | -------- |
| 則武新町一丁目 | 名古屋市立栄生小学校 名古屋市立南押切小学校                        | 名古屋市立天神山中学校                      | 尾張学区 |
| 則武新町二丁目 | 名古屋市立栄生小学校 名古屋市立南押切小学校                        | 名古屋市立天神山中学校                      | 尾張学区 |
| 則武新町三丁目 | 名古屋市立栄生小学校 名古屋市立南押切小学校 名古屋市立なごや小学校 | 名古屋市立天神山中学校 名古屋市立菊井中学校 | 尾張学区 |
| 則武新町四丁目 | 名古屋市立栄生小学校                                               | 名古屋市立天神山中学校                      | 尾張学区 |

## 施設

### 則武新町一丁目
- 真宗高田派正信寺
- 押切交番
- 神明社
- 南押切中央公園

2001年（平成13年）2月17日供用開始。
- 南押切荘

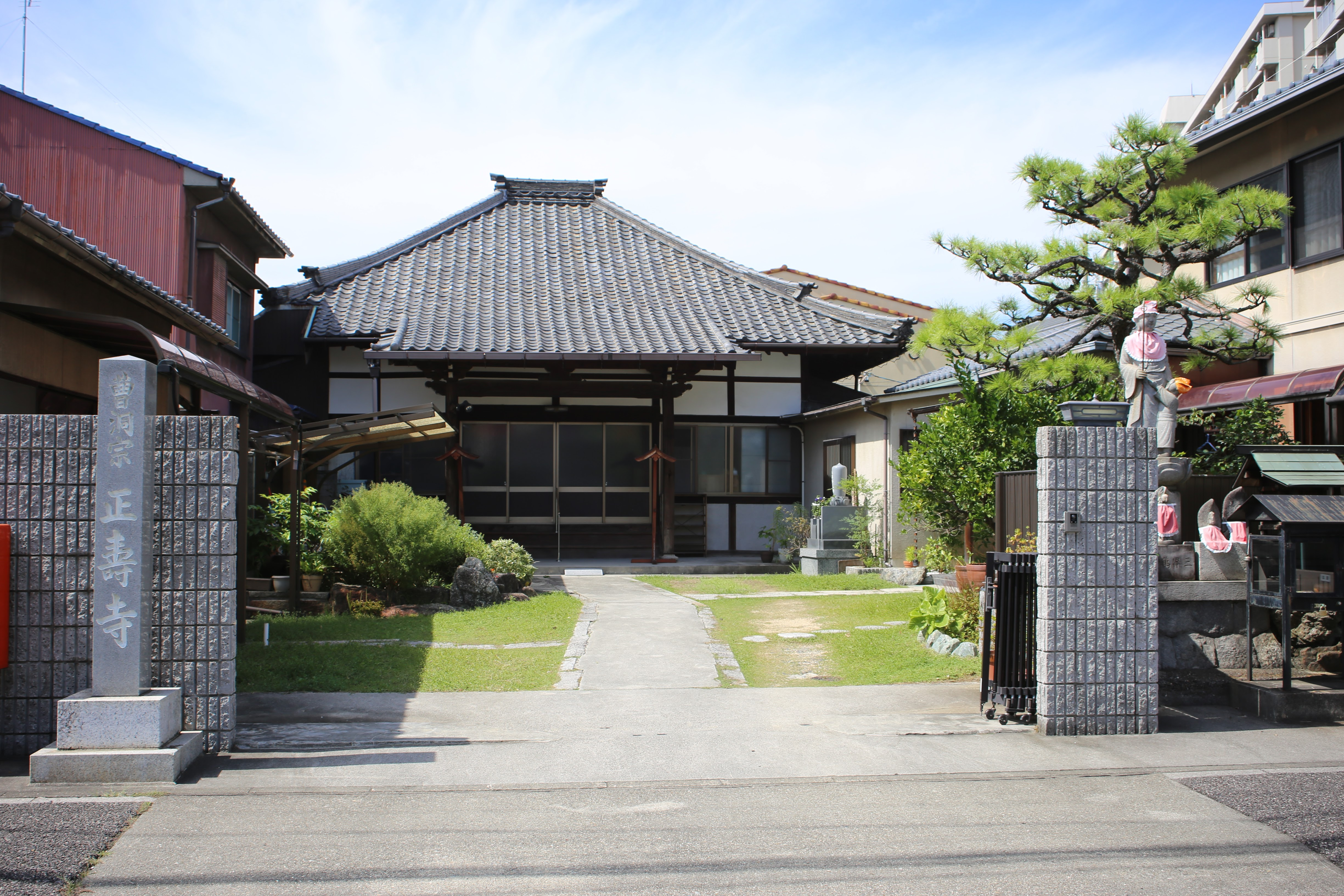
正寿寺
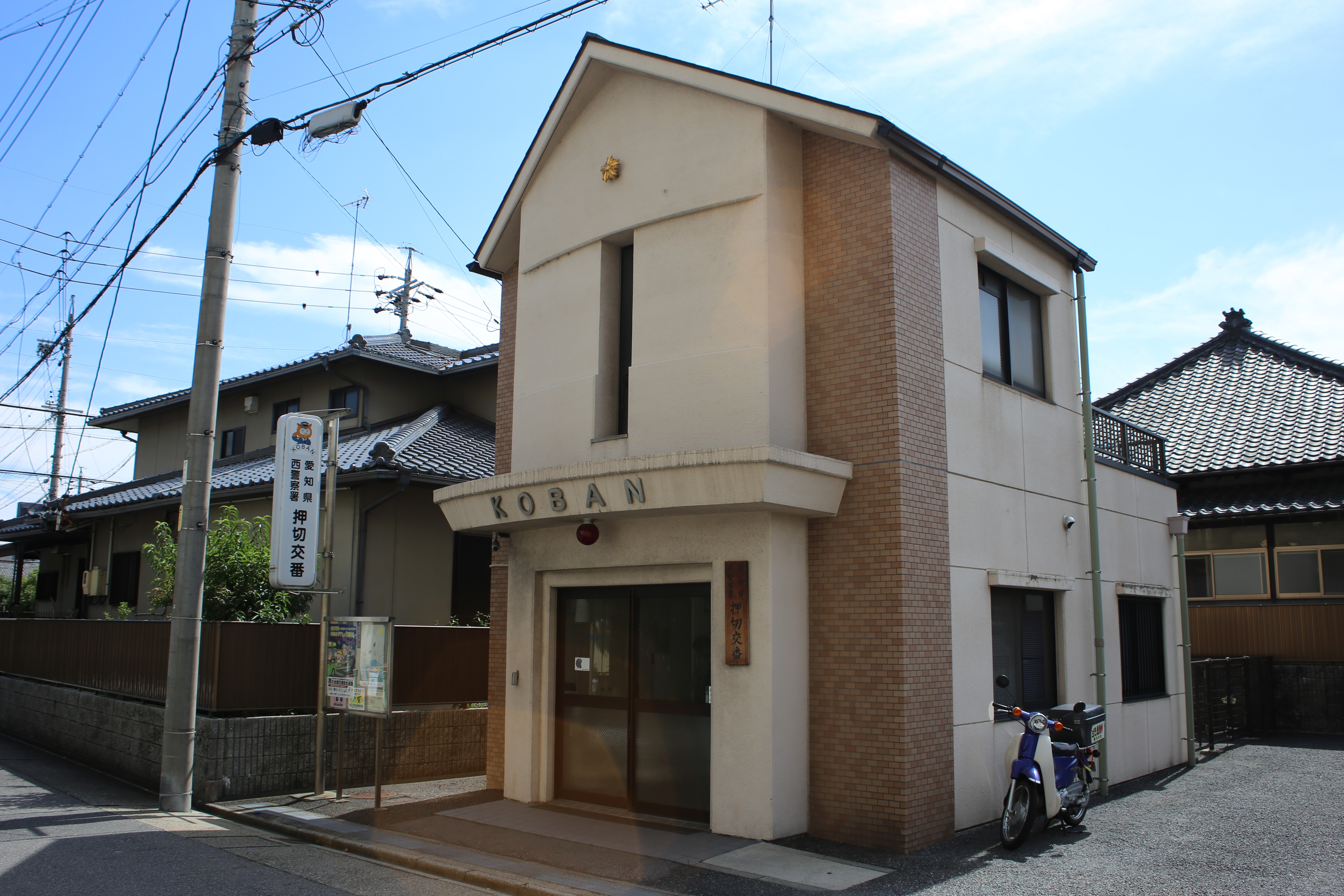
押切交番
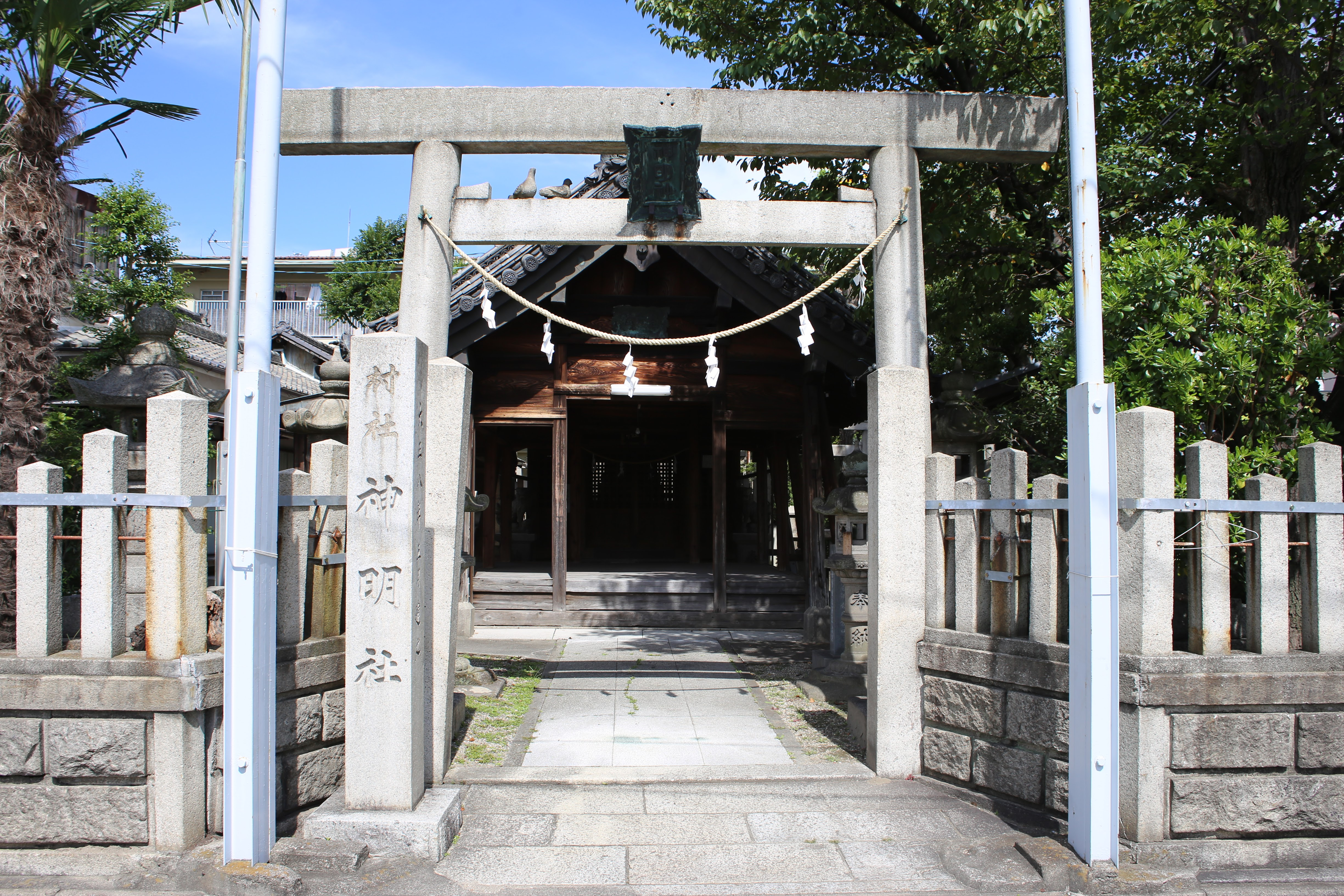
神明社

- 正寿寺
- 押切交番
- 神明社

### 則武新町二丁目

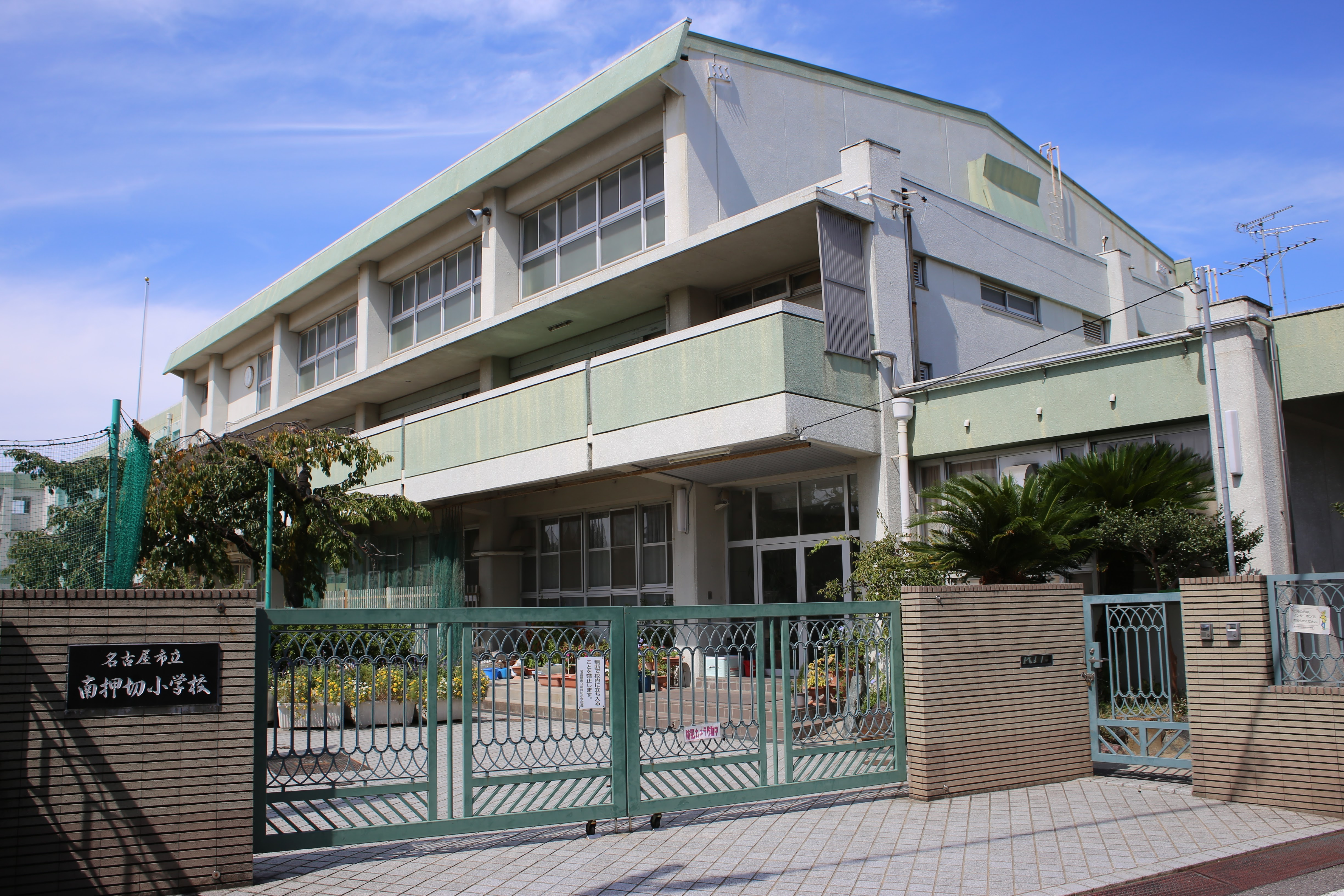
名古屋市立南押切小学校
- 名古屋南押切郵便局[2]
- 高野山真言宗竜王寺[2]
- 真宗大谷派覚成寺
- 三立製菓名古屋営業所
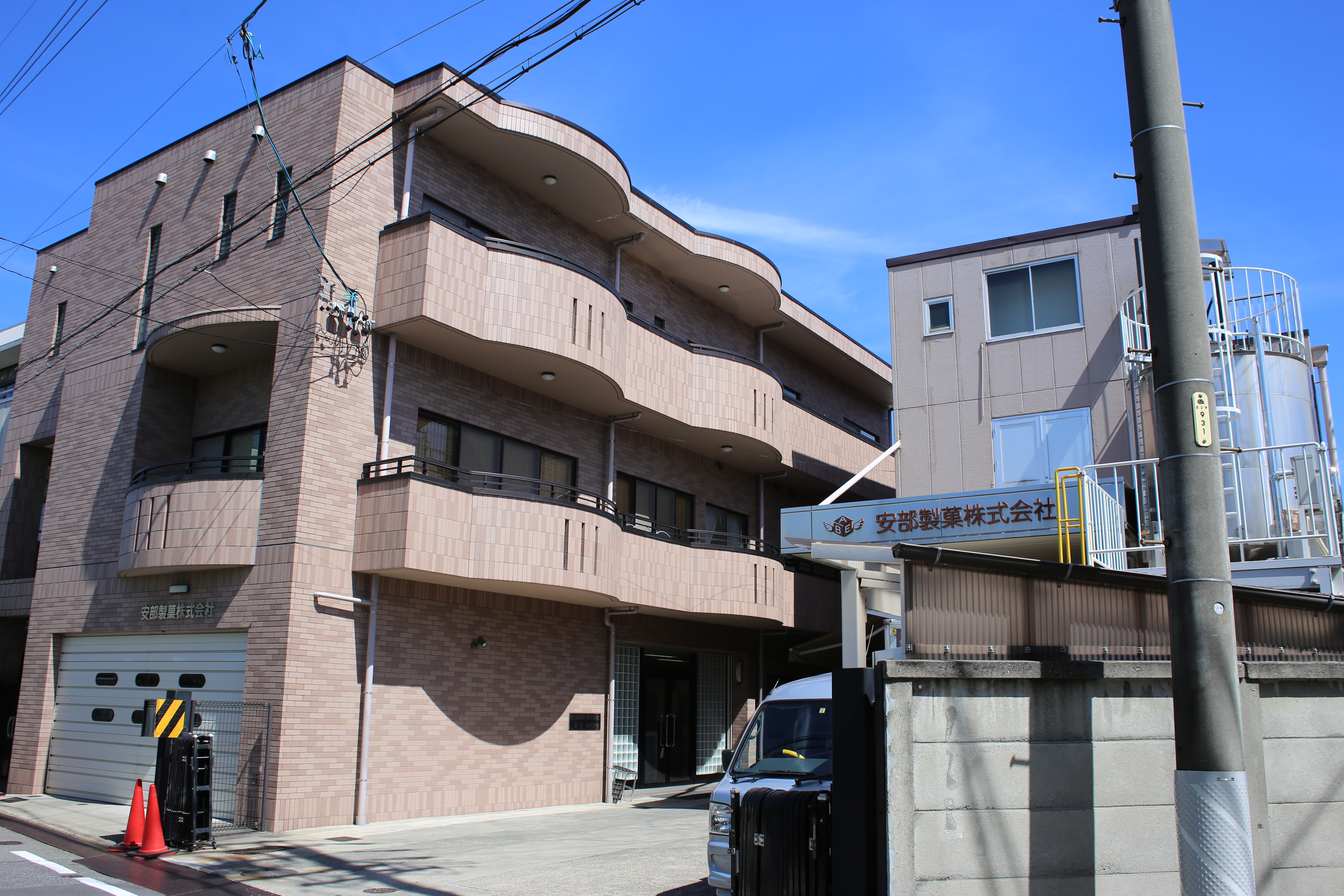
安部製菓本社
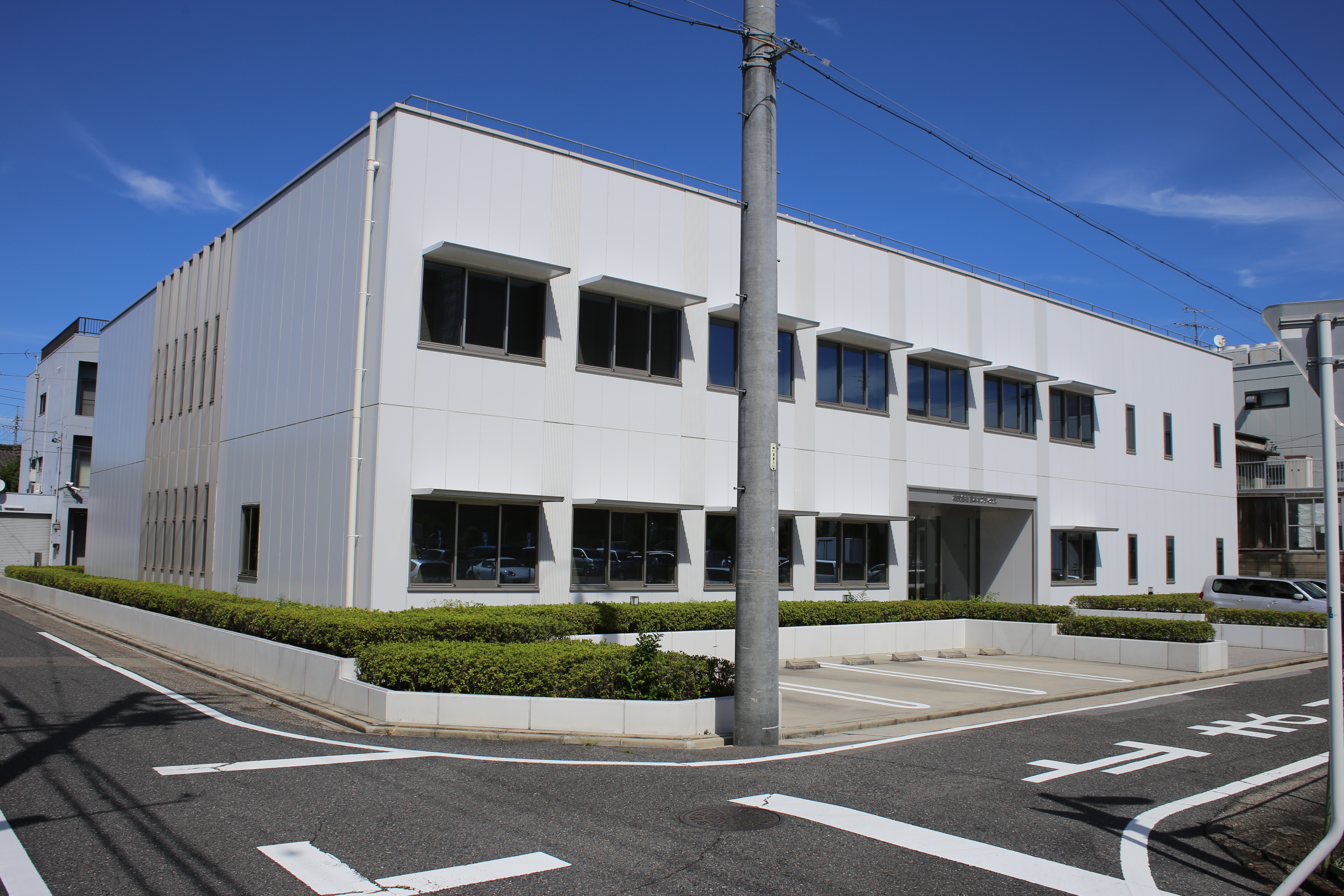
日本オプティカル本社
- 南押切公園

1977年（昭和52年）4月1日供用開始。
- 本塚公園

1996年（平成8年）4月1日供用開始。
- 南押切小学校
- 安部製菓本社
- 日本オプティカル本社

### 則武新町三丁目

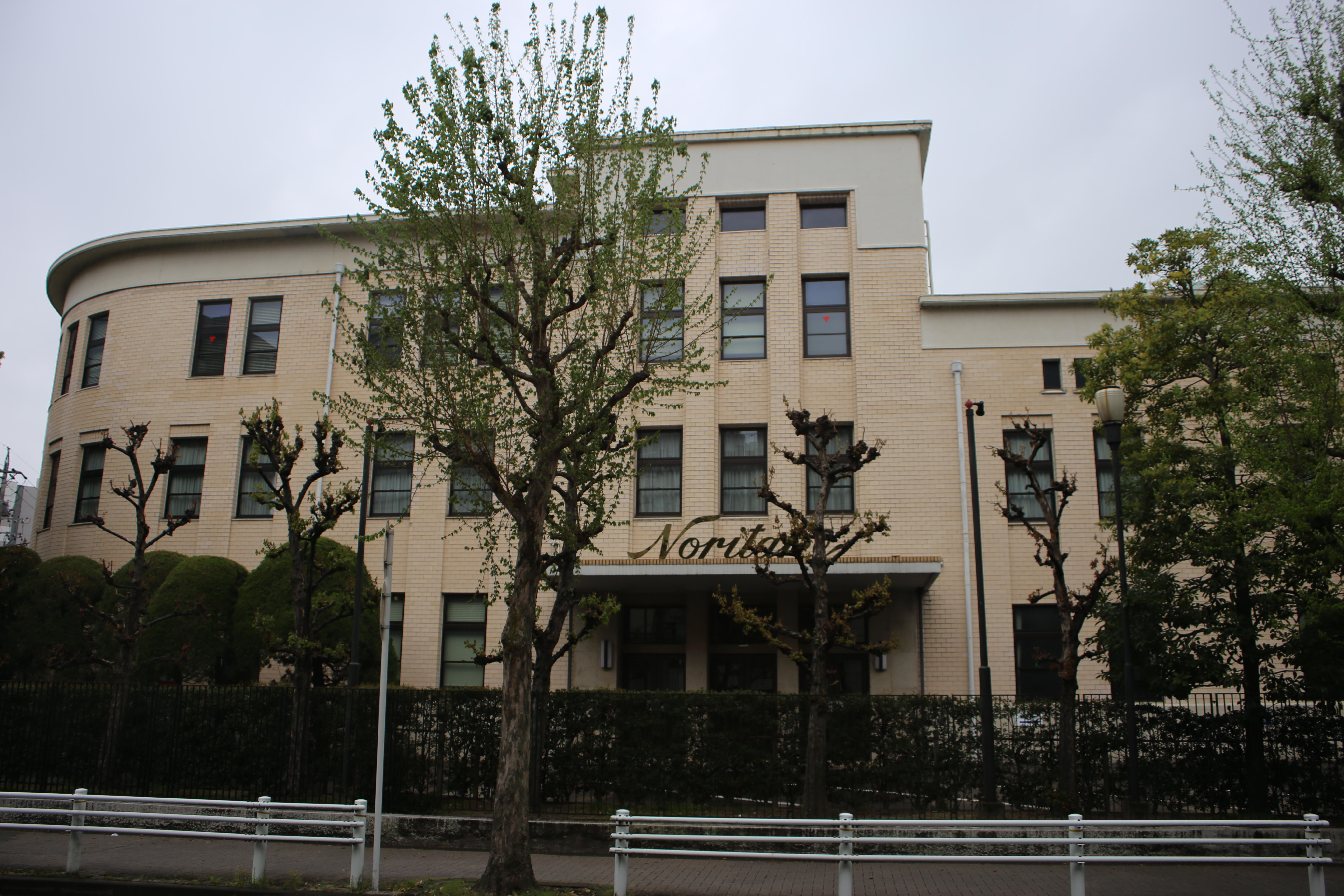
ノリタケ本社
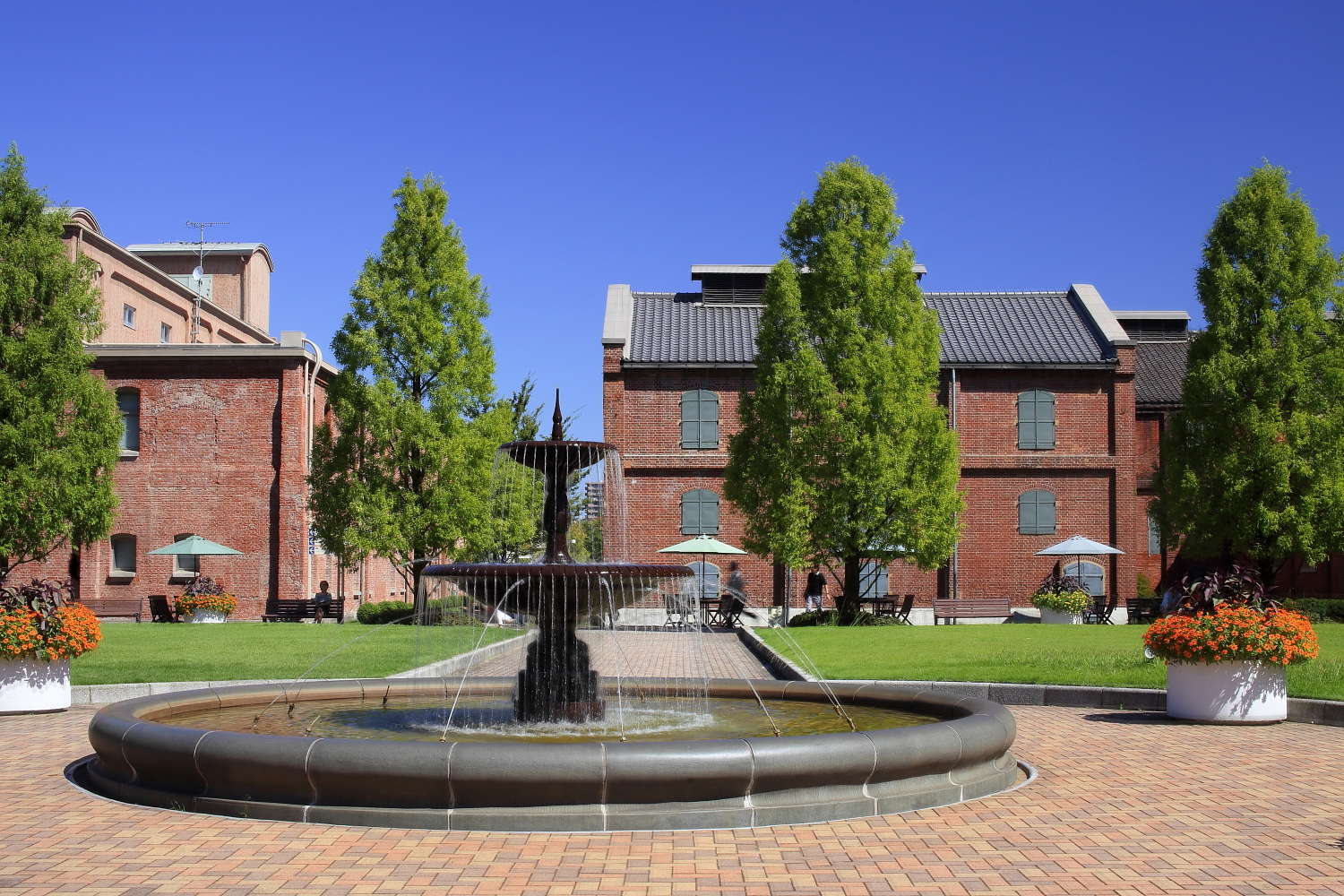
ノリタケの森
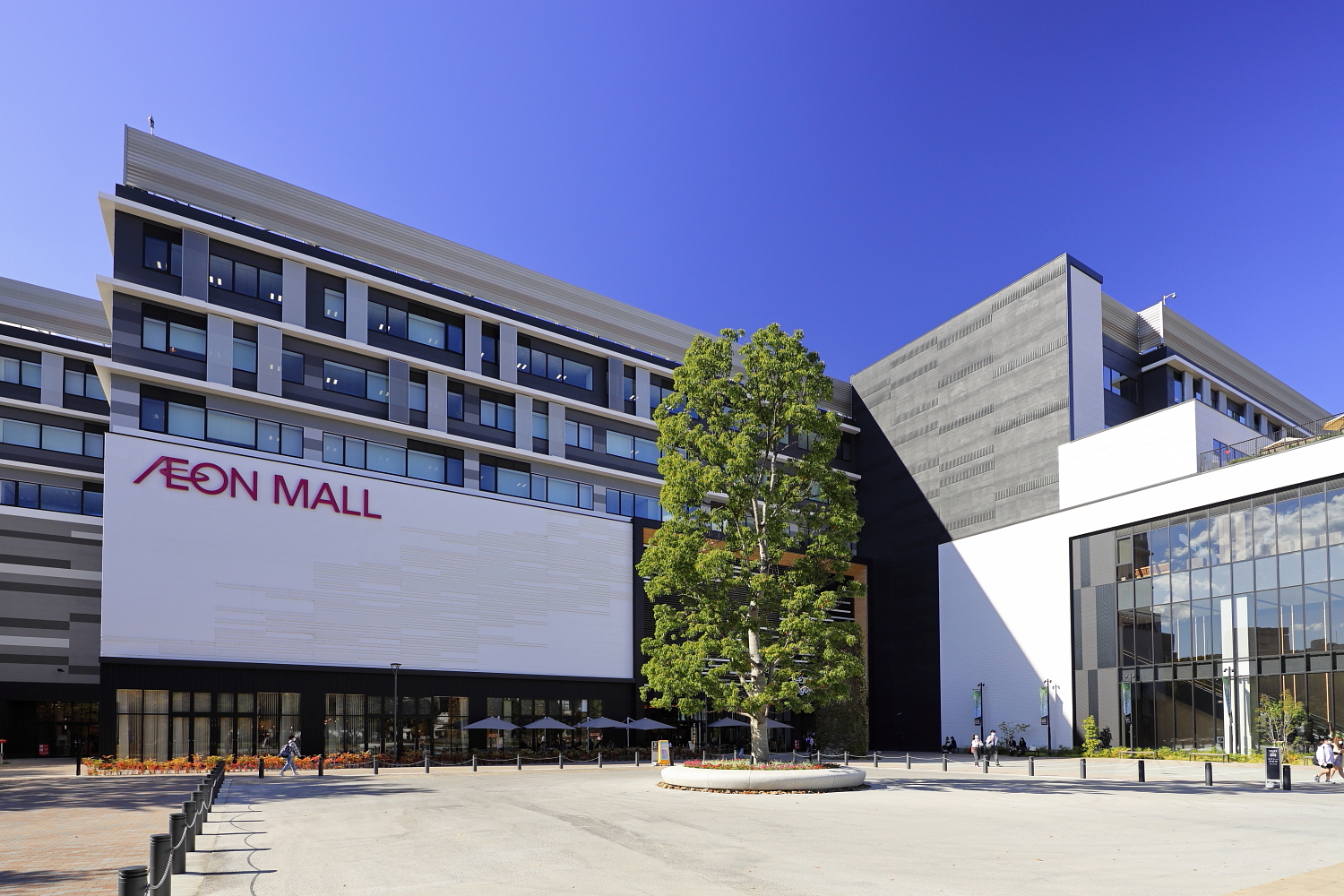
イオンモール Nagoya Noritake Garden
  - 名古屋則武新町郵便局[2]

2021年（令和3年）10月21日に移転。
- 献血ルーム フォレスト

2021年（令和3年）10月27日に開設。
- 放送大学愛知学習センター

2022年（令和4年）10月1日に移転。
- ノリタケ
- ノリタケの森
- イオンモール Nagoya Noritake Garden

### 則武新町四丁目

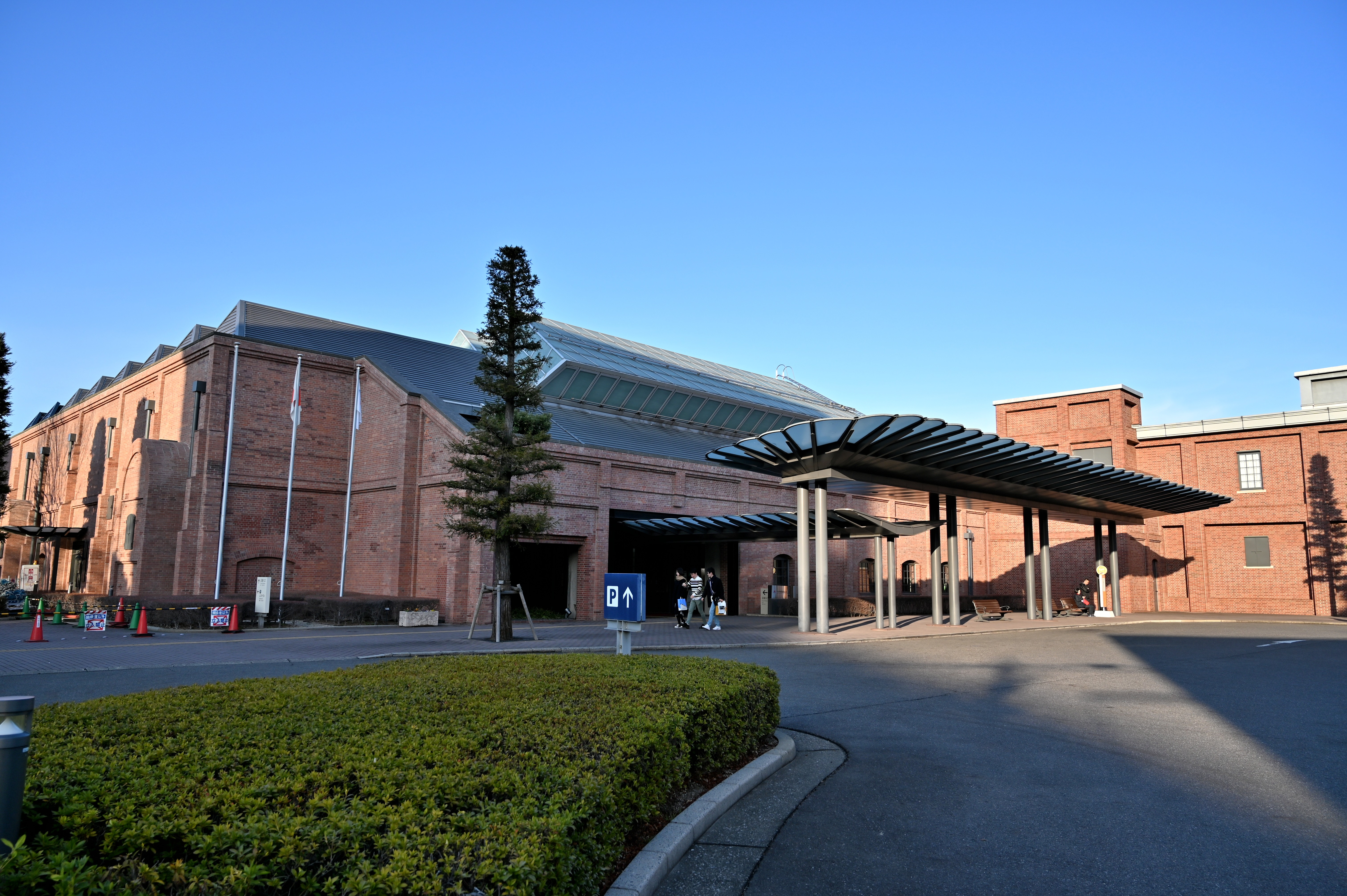
トヨタ産業技術記念館

1912年（大正元年）9月、豊田自動織布工場として成立。
- トヨタ産業技術記念館

## その他

### 日本郵便
- 郵便番号 : 451-0051[WEB 3]（集配局：名古屋西郵便局[WEB 17]）。

### WEB
1. 1 2  “愛知県名古屋市西区の町丁・字一覧”.   人口統計ラボ. 2017年4月8日閲覧。
2. 1 2  “町・丁目(大字)別、年齢(10歳階級)別公簿人口(全市・区別)”.   名古屋市 (2019年2月20日). 2019年3月10日閲覧。
3. 1 2  “郵便番号”.  日本郵便. 2019年3月10日閲覧。
4. ↑  “市外局番の一覧”.   総務省. 2019年1月6日閲覧。
5. ↑  名古屋市役所市民経済局地域振興部住民課町名表示係 (2015年10月21日). “西区の町名一覧”.   名古屋市. 2017年8月7日閲覧。
6. ↑  総務省統計局 (2014年3月28日). “平成7年国勢調査の調査結果(e-Stat) - 男女別人口及び世帯数 －町丁・字等” (CSV). 2019年4月27日閲覧。
7. ↑  総務省統計局 (2014年5月30日). “平成12年国勢調査の調査結果(e-Stat) - 男女別人口及び世帯数 －町丁・字等” (CSV). 2019年4月27日閲覧。
8. ↑  総務省統計局 (2014年6月27日). “平成17年国勢調査の調査結果(e-Stat) - 男女別人口及び世帯数 －町丁・字等” (CSV). 2019年4月27日閲覧。
9. ↑  総務省統計局 (2012年1月20日). “平成22年国勢調査の調査結果(e-Stat) - 男女別人口及び世帯数 －町丁・字等” (CSV). 2019年4月27日閲覧。
10. ↑  総務省統計局 (2017年1月27日). “平成27年国勢調査の調査結果(e-Stat) - 男女別人口及び世帯数 －町丁・字等” (CSV). 2019年4月27日閲覧。
11. ↑  “市立小・中学校の通学区域一覧”.   名古屋市 (2018年11月10日). 2019年1月14日閲覧。
12. ↑  “平成29年度以降の愛知県公立高等学校（全日制課程）入学者選抜における通学区域並びに群及びグループ分け案について”.   愛知県教育委員会 (2015年2月16日). 2019年1月14日閲覧。
13. 1 2 3  “都市公園の名称、位置及び区域並びに供用開始の期日” (2019年5月1日). 2019年11月3日閲覧。
14. ↑  “移転：名古屋則武新町郵便局（愛知県）”.   日本郵便 (2021年9月21日). 2021年10月20日閲覧。
15. ↑  “献血ルーム フォレスト（献血ルーム案内）”.   愛知県赤十字血液センター. 2022年5月30日閲覧。
16. ↑  “愛知学習センター利用について”.   放送大学愛知学習センター (2022年10月29日). 2023年5月20日閲覧。
17. ↑  郵便番号簿 平成29年度版 - 日本郵便. 2019年03月10日閲覧 (PDF)

### 書籍
1. 1 2 3 4 5  名古屋市計画局 1992, p. 759.
2. 1 2 3 4 5 6  「角川日本地名大辞典」編纂委員会 1989, p. 1508.
3. ↑  名古屋市計画局 1992, p. 232.
4. ↑  『広報なごや No.554（西区版）』名古屋市、1994年2月1日、10頁。
5. ↑  名古屋市告示第2号 平成6年1月7日付
6. ↑  北見昌郎 2016, p. 27.